# صولب
صولب (الاسم العلمي: Corynespora)، جنس فطور من فصيلة الصولبيات. أنواعه أربعة.